# さくら学院 2012年度 〜My Generation〜
| 専門評論家によるレビュー            | 専門評論家によるレビュー |
| レビュー・スコア                    | レビュー・スコア         |
| 出典                                | 評価                     |
| ----------------------------------- | ------------------------ |
| 『Rolling Stone Japan』（南波一海） | [ 2 ]                    |

『さくら学院 2012年度 〜My Generation〜』（さくらがくいん にせんじゅうにねんど マイ・ジェネレーション）は、さくら学院の3rdアルバム。2013年3月13日にユニバーサルJから発売された。

## 概要
初回限定「さ」・「く」・「ら」盤、通常盤の4形態での発売。初回限定「さ」・「く」・「ら」盤はCD+DVD、通常盤はCDのみの商品構成。

## 収録曲
CD（全盤共通）
1. WONDERFUL JOURNEY
作詞・作曲：藤本記子、編曲：飯田高広・福富雅之
2. スリープワンダー
作詞：渡辺翔、作曲・編曲：Ryo
3. ヘドバンギャー!! / 重音部 BABYMETAL
作詞：EDOMETAL・NAKAMETAL、作曲：NARASAKI、編曲：NARAMETAL
4. ミラクル♪パティフル♪ハンバーガー / クッキング部 ミニパティ
作詞：稲葉エミ、作曲・編曲：サカモト教授
5. すいみん不足 / 帰宅部 sleepiece
作詞・作曲：Chicks、編曲：北川勝利・桜井康史
6. スコアボードにラブがある / テニス部 Pastel Wind
作詞・作曲・編曲：宮川弾
7. サイエンスガール ▽ サイレンスボーイ / 科学部 科学究明機構ロヂカ?
作詞・作曲・編曲：EHAMIC
8. デルタ / 科学部 科学究明機構ロヂカ?
作詞・作曲・編曲：EHAMIC
9. 桜色のアベニュー from SUZUKA / 中元すず香
作詞・作曲・編曲：近藤ひさし
10. My Graduation Toss
作詞：川瀬智子、作曲・編曲：奥田俊作
11. マシュマロ色の君と
作詞・作曲・編曲：cAnON.
12. 旅立ちの日に 〜J-MIX 2012〜
作詞：小嶋登、作曲：坂本浩美、編曲：坂部剛

DVD：『咲き乱れる珍回答!さくら学院 学年末テスト 2012』（さ盤）
- 「My Graduation Toss」Music Clip
- さくら学院 学年末テスト2012
- メンバー他己紹介：杉﨑寧々・大賀咲希 / 佐藤日向・水野由結

DVD：『クラスメイトは永遠に』（く盤）
- 「Song for smiling」Music Clip
- すぅさんへ 感謝のサプライズ!〜クラスメイトは永遠に〜
- メンバー他己紹介：中元すず香・杉本愛莉鈴/飯田來麗・磯野莉音

DVD：『ラジオさくら学院』（ら盤）
- 「WONDERFUL JOURNEY」Music Clip
- 『ラジオで総まとめ! 〜さくら学院 2012年の歩み 〜』2012年度の貴重な映像資料と共に思い出大放送!!
- メンバー他己紹介：堀内まり菜・菊地最愛/田口華・野津友那乃